# Chondrostoma kinzelbachi
Chondrostoma kinzelbachi és una espècie de peix cipriniforme de la família dels ciprínids que es troba a Turquia i Síria.